# Xanthophyllum korthalsianum
Xanthophyllum korthalsianum är en jungfrulinsväxtart som beskrevs av Friedrich Anton Wilhelm Miquel. Xanthophyllum korthalsianum ingår i släktet Xanthophyllum och familjen jungfrulinsväxter. Inga underarter finns listade i Catalogue of Life.